# Trimerina microchaeta
Trimerina microchaeta är en tvåvingeart som beskrevs av Friedrich Georg Hendel 1932. Trimerina microchaeta ingår i släktet Trimerina och familjen vattenflugor. Inga underarter finns listade i Catalogue of Life.